# Mr. Big Live
Mr. Big Live es el segundo álbum en vivo publicado por la banda de rock estadounidense Mr. Big en 1992. El disco contiene una presentación de la banda en el teatro Warfield de San Francisco el 28 de marzo de 1992.

## Lista de canciones
1. "Daddy, Brother, Lover, Little Boy" – 4:23 (Billy Sheehan/Paul Gilbert/Andre Pessis/Pat Torpey/Eric Martin)
2. "Alive and Kickin'" – 5:12 (Gilbert/Martin/Pessis/Sheehan/Torpey)
3. "Green-Tinted Sixties Mind" – 3:59 (Gilbert)
4. "Just Take My Heart" – 3:50 (Martin/Pessis)
5. "A Little Too Loose" – 6:27 (Gilbert)
6. "Road to Ruin" – 5:25 (Torpey/Jeff Paris/Gilbert/Sheehan)
7. "Lucky This Time" – 4:16 (Paris)
8. "Addicted to That Rush" – 7:09 (Gilbert/Sheehan/Torpey)
9. "To Be With You" – 4:07 (Martin/David Grahame)
10. "30 Days in the Hole" – 4:49 (Steve Marriott)
11. "Shy Boy" – 3:36 (Sheehan)
12. "Baba O'Riley" – 6:48 (Pete Townshend)

## Personal
- Eric Martin – voz
- Paul Gilbert – guitarra, coros
- Billy Sheehan – bajo, coros
- Pat Torpey – batería, percusión, coros